# Kastrace

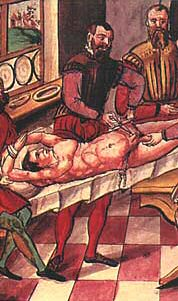
Středověká kastrace v rámci trestu

Kastrace je odstranění pohlavních žláz, které produkují pohlavní hormony; u mužů se jedná o odstranění varlat (orchiektomie); u žen se jedná o odstranění vaječníků – ovária (ovariektomie) nebo vaječníků i dělohy (ovariohysterektomie). Kastrace rovněž zamezuje tvorbě pohlavních buněk, tedy má vždy zároveň efekt sterilizace (tj. neplodnost). Kastrát (latinsky castratus = kleštěnec) je jedinec po kastraci, popřípadě po úrazu s podobným následkem. U kastrovaných jedinců je snížena sexuální apetence a zpravidla i potence. Pokud ke kastraci dojde před dospíváním, kastrátovi chybějí sekundární pohlavní znaky, avšak i kastrace dospělých jedinců způsobuje značné tělesné, psychické a zdravotní změny. Pokud dojde ke kastraci muže před pubertou, chybí mu vousy, více vyroste a mívá typický vyšší hlas. Kastrace ženy před pubertou způsobí, že dívce nenarostou prsa, nedojde k zaoblení v oblasti pánevní a mívá hlubší hlas. Mužskému kastrátu se v některých historických a kulturálních souvislostech říká eunuch. V Orientu se využívali eunuchové jako strážci harémů nebo k jiným speciálním společenským rolím (v Číně například k vládním funkcím). V Evropě se jich od 16. až do začátku 20. století využívalo ke zpěvu. V různých dobách se kastrace lidí používala také jako trest, jako způsob, jak zajatým nepřátelům či poraženému vládci znemožnit reprodukci, a v moderní době také jako kontroverzní terapeutický prostředek.

## Přirozená kastrace parazity
Celá řada cizopasníků své hostitele z nejrůznějších důvodů kastruje. Někdy za kastrací ani nemusí být zvláštní účel, parazit (či parazitoid) prostě zkonzumuje pohlavní ústrojí svého hostitele. Jindy však je kastrace zcela cílená a jsou k ní mnohdy vyvinuty sofistikované metody včetně hormonálních ovlivnění. Takto to například svému měkkýšímu hostiteli dělá namátkou motolice Schistosoma mansoni nebo Prosorhynchus squamatus. Cizopasník docílí toho, že hostitel z hlediska parazita neplýtvá energií na rozmnožování a rychleji roste a regeneruje. Bylo prokázáno, že plovatky infikované motolicí jaterní (Fasciola hepatica) váží dvakrát více, než ty nenakažené a tedy plodné.
Také některé parazitické hlístice chemicky kastrují svého hostitele. Například Microphallus pseudopygmaeus kastruje svého hostitele, jímž je plž Onoba aculeus, což opět způsobuje, že hostitel vyroste do větší velikosti.[zdroj?].

## Umělá kastrace zvířat

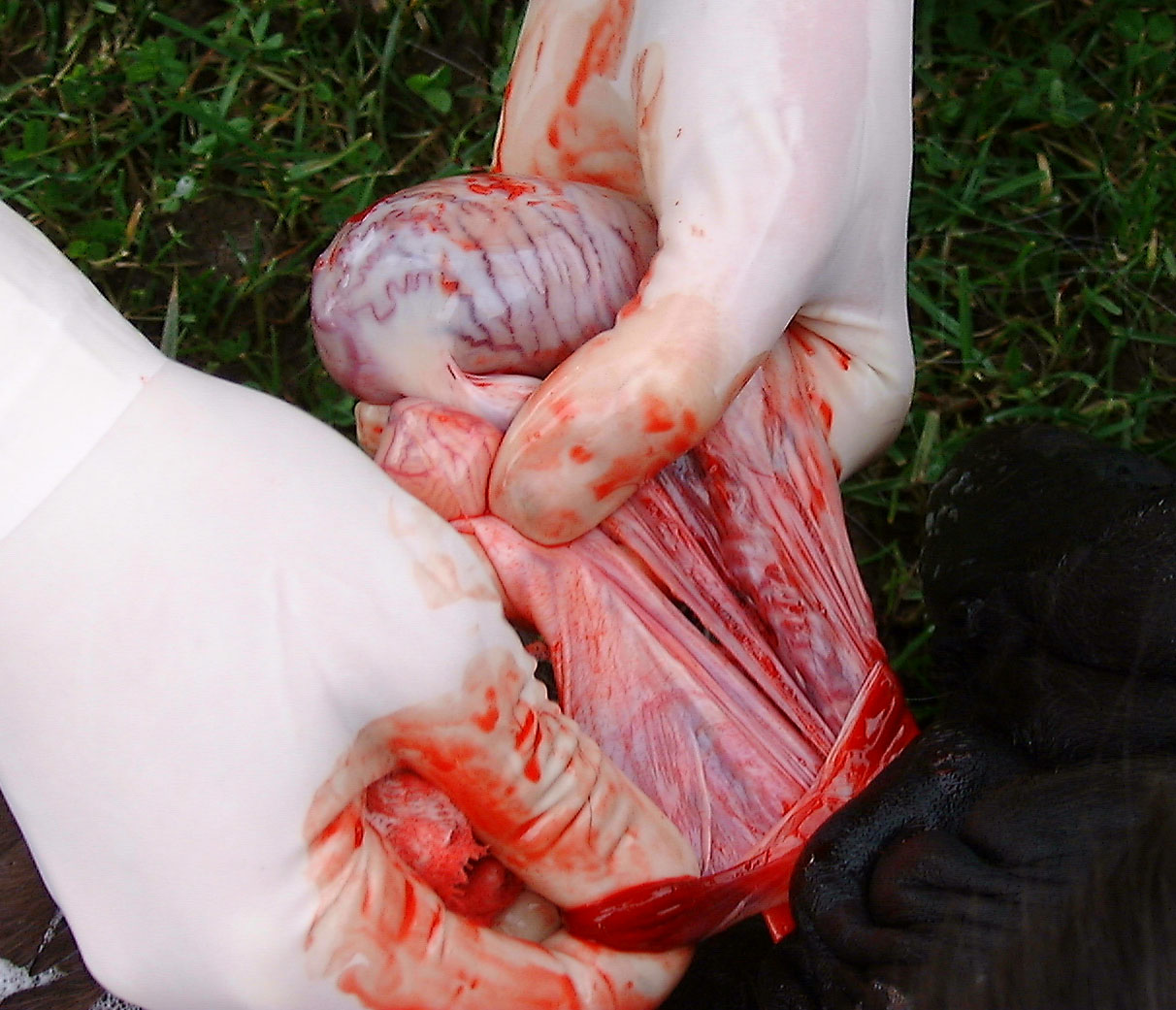
Kastrace koně

Kastrace samců se provádí odstraněním varlat (orchiektomie), u samic odstraněním vaječníků (ovariektomie) nebo vaječníků i s vejcovody a dělohou (ovariohysterektomie).[zdroj?] Umělá kastrace zvířat má v některých kulturách poměrně dávnou tradici.[zdroj?] Provádí se zejména z následujících důvodů:
- Změna temperamentu. Kastrací se mění temperament zvířat, jsou klidnější, línější a nemají sklon se toulat, mají lepší pracovní využití, je s nimi jednodušší a bezpečnější manipulace.[zdroj?]
- Kastrace fen a koček zabraňuje říji – barvení u fen a mrouskání u koček.[zdroj?]
- Kvalita a přírůstek masa. Maso kastrovaných samců nemá samčí zápach, vyšší konverse živin, vyšší přírůstky.[2]
- Kastrace hřebců zamezí nežádoucího připouštění, připouštět se mohou jen licencovaní hřebci. Kastrace fen a koček zamezuje produkci nežádoucího potomstva.[zdroj?] Používanou alternativou ke kastraci je v tomto případě sterilizace.[3]
- Kastrace se též provádí ze zdravotních důvodů. Důkazy ukazují, že kastrace souvisí jak s kladnými, tak s nepříznivými zdravotními důsledky:[4]
  - Pozitivní důsledky kastrace
    - U psů kastrace eliminuje malé riziko (pravděpodobnost <1 %) umírání na rakovinu varlat, snižuje riziko nerakovinových prostatických poruch, snižuje riziko zánětu análních žlázek, neprůkazně též snižuje možnost rizika diabetu.
    - U fen kastrace výrazně omezuje riziko nádorů mléčné žlázy (pokud je provedena před 2. rokem věku), téměř eliminuje riziko pyometry (nahromadění hnisu v děloze), která zabíjí okolo 1 % nekastrovaných fen, snižuje riziko zánětu análních žlázek, odstraňuje velmi malé riziko (0,5 %) děložních, poševních a vaječníkových nádorů.

  - Negativní důsledky kastrace
    - U psů kastrace podstatně zvyšuje riziko rakoviny kostí (pokud je provedena před 1. rokem věku), zvyšuje riziko srdečních potíží, ztrojnásobuje riziko hypotyreózy (chorobný stav vyvolaný sníženou nebo zaniklou činností štítné žlázy), zvyšuje riziko „stařecké kognitivní poruchy“ (demence), ztrojnásobuje riziko obezity, zčtyřnásobuje malé riziko (<0.6 %) rakoviny prostaty, zdvojnásobuje malé riziko (<1 %) rakoviny močových cest, zvyšuje riziko ortopedických poruch, zvyšuje riziko nepříznivé reakce na očkování.
    - U fen kastrace podstatně zvyšuje riziko rakoviny kostí (pokud je provedena před 1. rokem věku), zvyšuje riziko rakoviny sleziny a rakoviny srdečních cév, ztrojnásobuje riziko hypotyreózy (chorobný stav vyvolaný sníženou nebo zaniklou činností štítné žlázy), zvyšuje riziko obezity, způsobuje inkontinenci moči, zvyšuje riziko trvalých nebo navracejících se infekcí močových cest, zvyšuje riziko ustupující pochvy (vulva hypoplasia), vaginálních zánětů (hlavně u fen kastrovaných před pubertou), zdvojnásobuje malé riziko (<1 %) nádorů močových cest, zvyšuje riziko ortopedických poruch, zvyšuje riziko nepříznivé reakce na očkování.

Kastrace může mít rovněž negativní efekt na psychiku zvířat. Z těchto důvodů dnes čím dál větší počet veterinárních lékařů nabízí k tradiční kastraci alternativy, které nemění činnost hormonů a nejsou tedy pro zvíře poškozující. Jedná se například o vasektomii v případě samců či sterilizaci se zachováním vaječníků (tzv. Ovary Sparing Sterilization, zkráceně OSS) v případě samic.

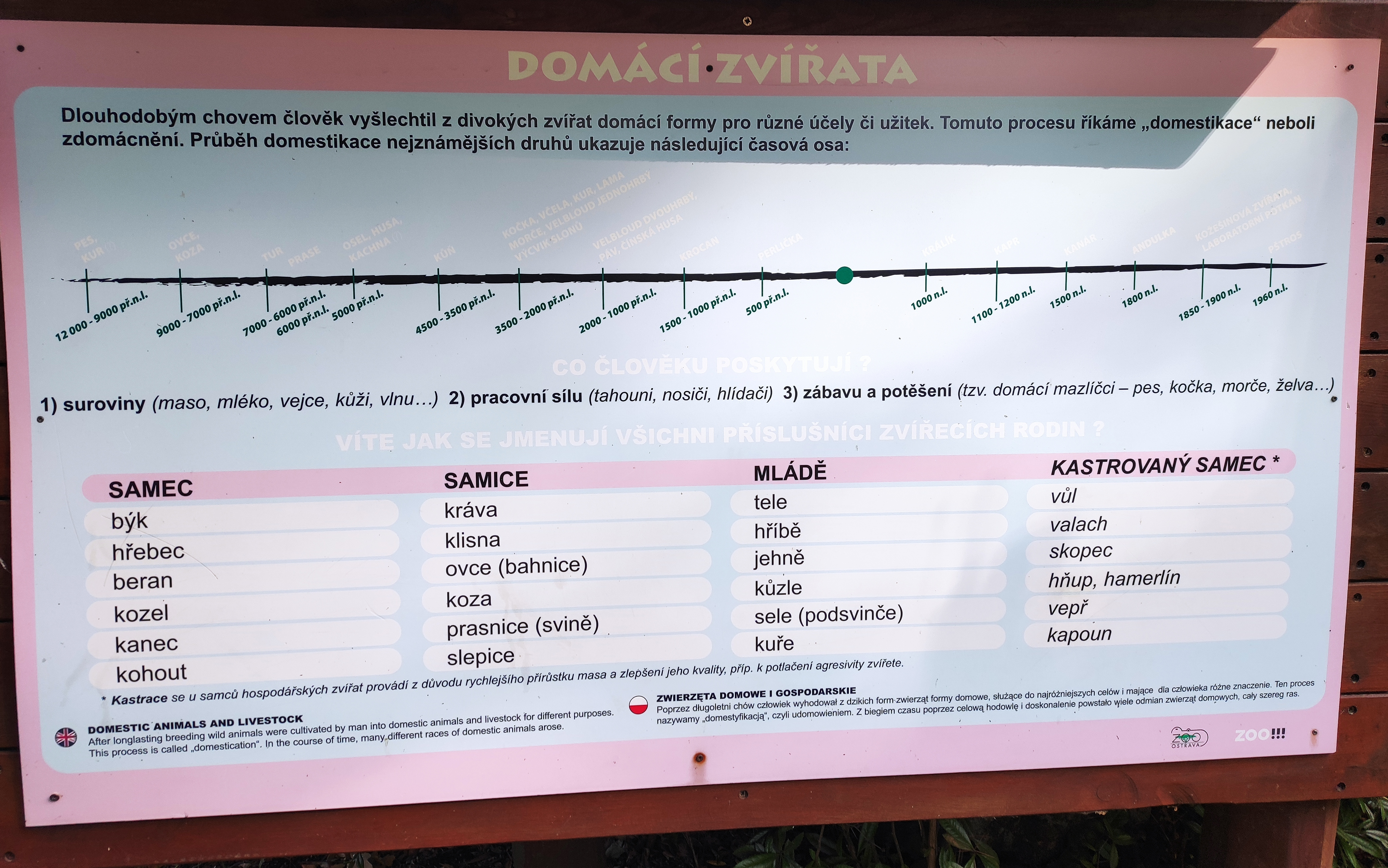
Domácí zvířata a kastrace (fotografie bilboardu umístěného v ZOO Ostrava)

### Názvy kastrovaných zvířat
- hřebec – valach
- býk – vůl
- beran – skopec
- kozel – hňup, hamerlín, cap, cyp
- kanec – vepř[7]
- prasnice – nunva
- pes – fešák
- fena – fešanda
- kocour – macek, vomelík
- kočka – fešanda
- králík – kapoun
- kohout – kapoun
- slepice – pulard

## Umělá kastrace lidí

### Společenské důvody
Kastrace ze společenských důvodů byla prováděna v některých kulturách Evropy, Středního Východu, Indie, Afriky a Číny. V některých kulturách měli eunuši zvláštní statut a byli využíváni k různým úřednickým, strážním a správcovským činnostem, například v roli správce paláce nebo harému. Za několika čínských dynastií měli kastráti výsadní roli i v nejvyšších vládních funkcích. Kastrace je pravidlem i u indické komunity hidžrů.
V některých kulturách měla kastrace náboženský význam a kastráti zaujímali různé sakrální funkce. Jiná náboženství, například judaismus a islám, se naopak této praxi bránila a kastráti a jiní genitálně defektní jedinci nesměli vykonávat kněžské funkce a kastrovaná zvířata nesměla být obětována (viz Leviticus) a zakázaná byla i kastrace otroků, u některých jiných kultur obvyklá, byť v určitém období se i v některých islámských kulturách kastráti uplatňovali. Kastrace je součástí mnoha religiózních kultů, kde kastráti tvoří zvláštní kasty. Dobrovolná kastrace byla spojena například s kultem bohyně Kybelé. Dobrovolná kastrace je zmiňována jako iniciační akt v souvislosti s některými gnostickými skupinami, včetně křesťanských gnostiků, dobrovolně se podle Eusebia vykastroval i křesťanský filosof Órigenés. Na základě fyziognomie soch mexických Olméků existuje hypotéza, že u tohoto národa tvořili vládnoucí kněžskou vrstvu kastráti. Dobrovolnou kastraci podstupovali také členové ruské sekty skopců (fanatická skupina starověrců v 18.–19. stol.) a příslušníci americké sekty Heaven's Gate, která zanikla hromadnou sebevraždou členů v roce 1997. V křesťanství se kastrace objevuje jen v souvislosti s gnostickými vlivy ve starověku a barokní katolickou hudbou novověku do závěru 19. století; lékařské kastrace ve 20. století korelují s výskytem protestantismu a v tradičně katolických evropských zemích byly používány zřetelně méně.
Někteří staří Řekové a po nich i francouzští šlechtici 17. století věřili, že dcery jsou plozeny z levého varlete a synové z pravého. Údajně proto si někteří nechávali odstranit levé varle. V některých dobách a kulturách byla či je kastrace užívána i za účelem sterilizace jako jeden z nástrojů kontroly porodnosti.
Kastrace zajatců nebo poraženého vládce byla v některých kulturách způsobem, jak vyjádřit vítězství a zabránit reprodukci protivníka. K masovým kastracím, které mnohdy měly za následek smrt z vykrvácení, docházelo odedávna v oblasti severovýchodní Afriky, zejména Etiopie, v nedávné době například i při válečných konfliktech v súdánském Dárfúru kolem roku 2005. Z některých dob a kultur jsou záznamy o kastraci jako trestu za nemanželské sexuální kontakty, sodomii, ale i jako způsob trestání ideových nepřátel atd. Určitou souvislost s touto tradicí mají i nucené nebo dobrovolné lékařské kastrace sexuálních delikventů a deviantů ve 20. století.
V české historii byl během bojů o knížecí moc vykastrován Jaromír na příkaz svého bratra Boleslava.

### Kastráti v hudbě

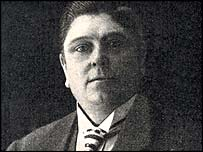
Alessandro Moreschi (1858–1922), poslední slavný zpěvák-kastrát, kolem roku 1900.

Kastráti se používali v evropské zejména barokní hudbě (kastráti se však nevyskytovali např. ve francouzské opeře, na rozdíl od italské) od poloviny 16. (první zmínka je z Itálie z 50. let 16. století) až do začátku 20. století. Hlas kastráta je stejně vysoký jako hlas ženský (soprán a mezzosoprán), přitom je stejně mocný jako hlas mužský. Podobá se hlasu mladých chlapců v pubertě těsně před nástupem mutace.
Kastráti nejčastěji zpívali v kostelech, neboť dívky v kostelních sborech zpívat nesměly. Přestože kastrace byla oficiálně zakázána, zpívali i v papežském sixtinském pěveckém sboru. Teprve koncem 19. století římskokatolická církev údajně kastrace zakázala.[zdroj?]
Mezi nejslavnější patřili italský operní pěvec Gaetano Majorano s uměleckým jménem Caffarelli (1710–1783), či Carlo Broschi, zvaný Farinelli (1705–1782). Posledním známým zpěvákem-kastrátem pak byl Alessandro Moreschi – člen papežského sboru, který však byl v dětském věku kastrován ze zdravotních důvodů a zemřel v roce 1922.
I dnes zpívá několik pěvců – „kastrátů“, zpravidla jde ale o osoby s hormonálním onemocněním, které zabraňuje mutaci hlasu (jazzový zpěvák Jimmy Scott, sopranista Jorge Cano či Radu Marian) či pěvce, kteří podstoupili kastraci z jiných důvodů. U několika zpěváků také k mutaci z neznámých důvodů nedošlo, aniž by trpěli hormonální poruchou (Michael Maniaci).
Jiným druhem zpěváka je kontratenor, muž, který je schopen zpívat ženské party buďto falzetovou technikou díky tréninku nebo výjimečnému hlasovému rozsahu i bez kastrace či hormonální poruchy (Cem Adrian).

### Terapeutické kastrace

#### Metody
Kastrace, nazývaná též extirpace varlat (nebo pouze jejich hormonálně aktivní testikulární tkáně) či (bilaterální) orchiektomie, je chirurgický zákrok. Místo odňaté tkáně může být voperována silikonová protéza. V poslední době se často neodstraňují varlata, ale pouze vysává jejich obsah.
Alternativou k chirurgické kastraci, s částečně podobnými účinky, je podávání antiandrogenních chemických látek, v populárních textech nepřesně nazývané chemická kastrace. Ty však nezpůsobují bezprostředně sterilitu (pouze redukují sexuální apetenci a potenci) a jejich účinky nejsou zcela trvalé, ale zčásti po vysazení farmak postupně odeznívají.

#### Historie
Jako první terapeutická kastrace bývá uváděna operace, kterou provedl roku 1892 psychiatr Auguste Forel ve Švýcarsku jako léčbu neuralgie (chronické bolesti) varlat u imbecilního hypersexuálního pacienta. Počátkem 20. století pak byly terapeutické kastrace mužů prováděny kromě Švýcarska i v Nizozemsku, Německu, skandinávských zemích, Dánsku a Islandu. Dánsko bylo v roce 1929 první zemí, kde byla kastrace povolena jako léčebná metoda u sexuálních delikventů.
Největšího uplatnění našla kastrace jako terapeutická metoda v nacistickém Německu. V letech 1933–1945 bylo podrobeno nucené kastraci 2800 „manifestně nebo potenciálně nebezpečných osob“. U žen s negermánskými rysy byly kastrace prováděny z důvodu zamezení dalšího množení.[zdroj?] Z nucených kastrací byly vyloučeny osoby mladší 18 let a homosexuálové. Nucené kastrace existovaly v té době rovněž zejména v Dánsku a Švýcarsku. V Nizozemsku bylo od 30. let provedeno asi 400 kastrací, které byly indikovány agresivním sexuálním delikventům, homosexuálům a exhibicionistům. V roce 1969 byly v Nizozemsku kastrace zakázány.
Kastrace nebyly prováděny v tradičně katolických zemích (například Španělsko, Itálie, Portugalsko a Rakousko).
V Československu bylo provádění kastrací regulováno vyhláškou Ministerstva zdravotnictví ČSSR z roku 1970, která je podmiňovala žádostí pacienta a posouzení odbornou komisí se zastoupením urologa, právníka, sexuologa, případně i plastického chirurga. Komisi jmenoval ředitel nemocnice, která zákrok prováděla. Podobná praxe existuje v Česku dosud.
První zaznamenanou ženskou terapeutickou kastraci provedl počátkem 20. století skotský chirurg sir George Thomas Beatson u 33leté nemocné ženy v pokročilém stádiu rakoviny prsu.[zdroj?]

#### Indikace
Terapeutické kastrace se používají u mužů například při rakovině varlat nebo prostaty, u žen při rakovině vaječníků, dělohy nebo rakovině prsu.[zdroj?] Podle genetických předpokladů je kastrace prováděna jako prevence rakoviny prsu.[zdroj?]
Léčebná kastrace, jejímž cílem je pokles hladiny testosteronu a v důsledku toho pokles sexuální apetence, se provádí ve výjimečných případech (v Česku pouze na žádost pacienta a po posouzení odbornou komisí) u sexuálních deviantů. Rovněž se provádějí kastrace u transsexuálů a intersexuálů při změně pohlaví male to female. Indikacemi pro kastraci mohou být rovněž nádorová onemocnění varlat nebo prostaty nebo neuralgie (chronická bolest).
Kastrace je také jedna z mála možností léčení alopecie (plešatosti), při níž je odstraněn zdroj testosteronu, který zabraňuje růstu vlasů na temeni hlavy.
Farmakologická antiandrogenní léčba se užívá pro širší škálu indikací. Kontraindikací jsou zejména jaterní onemocnění a těžké deprese. Existuje ovšem také naopak androgenní léčba depresí a dysforií, která spočívá ve farmakologickém zvyšování hladiny mužských hormonů.

### Účinky kastrace
Léčebná kastrace způsobuje pokles hladiny testosteronu asi na 5 % původní hodnoty (testosteron i nadále produkuje například kůra nadledvin) a v důsledku toho pokles sexuální apetence. Samotné erotické zaměření co do objektu a struktury (včetně parafilní) ovšem zůstává nezměněno a i nadále jsou falopletyzmograficky zjistitelné reakce na erotické podněty. Hormonální změny mají vliv na psychiku, tělesný vzhled i sociální integraci.
Čísla uváděná různými studiemi o obecných změnách zdravotního stavu se diametrálně liší, například Langel uvádí zhoršení zdravotního stavu u 61 % pacientů, jiní autoři uvádějí, že u menšího podílu. Naopak česká sexuoložka Zimanová a kol. uvádí určité zlepšení zdravotního stavu u 12 ze 17 pacientů. Uváděnými nepříznivými účinky jsou závratě, slabost, noční pocení, lehké dechové a srdeční obtíže, pocit tlaku v hlavě, dosralgie, pocit únavy, občasný třes či palpitace.
Typickým vedlejším účinkem je vznik nadváhy až obezity, která je vysvětlována snížením pohybové aktivity vlivem snížení anabolického vlivu androgenů (avšak v některých případech dochází naopak ke zhubnutí). Jako následek kastrace bývá uváděna též osteoporóza, zpravidla jen mírná, avšak v důsledku nesrovnatelné metodiky výzkumu se čísla o incidenci liší od 1 až do 82 %. Asi u 10 % kastrátů je uváděna změna rozložení podkožního tuku do ženských tvarů včetně gynekomastie. U čtvrtiny pacientů je pozorován vznik tzv. kastrátského obličeje, tedy sinalá až nažloutlá svraskalá tvář s mnoha drobnými vráskami. Ubývá ochlupení po těle a jeho rozložení se přibližuje ženskému, naopak vlasů může přibývat.
Asi 25–32 % kastrátů má astenické a depresivní dysforické příznaky, pocity méněcennosti, izolovanosti, podrážděnosti a životního ztroskotání, objevují se i potíže se soustředěním pozornosti, psychická traumatizace z operačního defektu na genitáliích nebo zvýšená paranoidnost. Nezanedbatelná je sebevražednost, u níž je však obtížně prokazatelná přímá příčinná souvislost s kastrací; jedna studie došla k závěru, že kastrace snižuje věk odchodu do důchodu. Současně část pacientů (20  až 40 %) uváděla, že se cítí klidněji a vyrovnaněji a že operace pozitivně ovlivnila jejich životní styl i výkonnost.
Některé studie uvádějí snížení recidivity sexuálních trestných činů (bez změny nesexuální trestní recidivity) a zlepšení sociální adaptace. Petr Weiss a další čeští zastánci kastrací v médiích uvádějí, že za posledních 30 let se nikdo z kastrovaných odsouzenců (v Česku?) násilného trestného činu již znovu nedopustil. Kriminální vyšetřovatel Jiří Markovič však uvedl starší případ, kdy kastrovaný pachatel Antonín Vorel v Krčském lese zabil a znásilnil ženu. Evropský Výbor pro zabránění mučení uvedl jiné tři případy násilné recidivy kastrovaných pachatelů, a to po roce 1989. Petr Weiss k tomu uvedl, že tito kastrovaní pachatelé v záznamech českých sexuologů nefigurují, protože v této evidenci nejsou vedeni ti z kastrovaných, kteří následně nepodstoupili komplexní terapii.
Zásadní rozdíly jsou u různých pacientů ve vlivu kastrace na sexuální apetenci. Tyto rozdíly jsou vysvětlovány variabilitou fyziologických faktorů (produkce hormonů v kůře nadledvin) a psychologických faktorů a sexuálních zkušeností, případně přetrvání struktury a funkce centrálního nervového systému bez podstatné změny i po snížení hladin hormonů, respektive setrvačného efektu obdobného fantomovým bolestem amputovaných končetin. Výsledky studií ve vztahu k věku kastrovaných se zásadně liší a jsou vzájemně rozporné. Účinek kastrace u sexuálních agresorů byl zjištěn nízký, zatímco u pedofilů, homosexuálů a heterosexuálů je redukce sexuální apetence srovnatelná. Nebyl zjištěn žádný případ změny sexuální orientace vlivem kastrace, pedofilové i po kastraci vyhledávají fyzický kontakt s dětmi. Schopnost soulože či masturbace zůstává dlouhodobě zachována u 3 až 50 % kastrovaných pacientů, zhruba třetina kastrovaných alespoň občas masturbuje a téměř u poloviny pacientů se i nadále objevují ranní erekce, což je považováno za doklad, že elementární sexuální reakce nejsou závislé na hladině androgenů. Ejakulát je však sterilní a zážitek orgasmu méně intenzivní.
41 až 90 % kastrovaných pacientů podle různých studií po čase hodnotilo rozhodnutí ke kastraci jako správné. V této skupině jsou především ti, u nichž zůstala i po kastraci zachována schopnost soulože a masturbace, naopak mezi nespokojenými jsou ti, kteří pociťují ztrátu sexu v životě.

### Spor o kastrace sexuálních delikventů
Léčebné kastrace mají mezi odborníky mnoho odpůrců. Proti kastracím se postavili například v roce 1979 Heim a Hurschová. E. Schorsch v roce 1987 je označil za „akt terapeutického zoufalství“. Za racionální léčebnou metodu je označil v roce 1972 R. M. Rose.
Na V. konferenci o léčbě sexuálních delikventů Violencia'98, která se konala v roce 1998 v Caracasu, bylo problematice kastrací věnováno speciální sympózium, v němž německý diskutující Friedemann Pfäfflin z Ulmu vystupoval jako hlavní odpůrce kastrací (podpořili jej prakticky všichni diskutující z pléna) a na obhajobu kastrací vystupoval český sexuolog Petr Weiss, který argumenty oponentů ohodnotil jako emocionální a principiální, a tedy neracionální. K provádění kastrací se přiklánějí či přikláněli rovněž čeští sexuologové Zvěřina (1983), Brzek a Ondruch (1982), Raboch a Nedoma (1970).
Zastánci kastrace vycházejí zejména z předpokladu, že redukce sexuální apetence umožní lepší ovládání sexuálního pudu. Odpůrci kastrací argumentují například tím, že pohlavní hormony nejsou rozhodující silou ovlivňující sexuální chování, že vliv kastrace na dospělé jedince je malý a neúplný a nemění strukturu sexuality, zpochybňují validitu údajů o vlivu kastrací na recidivitu, někteří psychoanalytici efekt kastrace vysvětlují naplněním nevědomé touhy po sebepotrestání. Závažným argumentem proti kastraci jsou i nepříznivé vedlejší účinky jak fyziologické, tak sociálně-psychologické.
Výbor proti mučení Rady Evropy vyjádřil ke kastracím delikventů závažné výhrady v roce 2007. Británie, Francie a Polsko začaly přecházet na chemoterapii, Česko na výzvu nereagovalo (antiandrogenní farmaka však ve velké míře používá). V únoru 2009 vyzval Výbor proti mučení Rada Evropy Česko k tomu, aby okamžitě upustilo od kastrace sexuálních delikventů. Před vydáním dokumentu výbor navštívil dvě české psychiatrické kliniky a dvě věznice, prozkoumal čtyři desítky případů za posledních 10 let a v české praxi kastrací shledal prvky ponižujícího jednání. Kastraci považuje výbor za lékařsky nikoliv nezbytné nevratné znetvoření, které zbavuje osobu plodnosti a má závažné psychické i fyzické důsledky. Výbor rovněž zpochybnil, že rozhodnutí ke kastraci je dobrovolné, ač za takové je vydáváno. Ministryně pro menšiny a lidská práva Džamila Stehlíková odmítla výzvu akceptovat, rovněž někteří významní čeští sexuologové se postavili proti ní. Proti kastracím se opakovaně postavila Anna Šabatová z Českého helsinského výboru, podle níž rozhodnutí nikdy není zcela dobrovolné. John Bok z Výboru proti mučení a jinému nelidskému zacházení při Radě vlády pro lidská práva kastrace v pořadu České televize Máte slovo v březnu 2009 přirovnával k trestu smrti či k sekání ruky za krádež, upozornil na riziko justičních omylů a na to, že kastrace do budoucna znemožní delikventovi normální život. Z českých sexuologů údajně proti kastracím nikdo veřejně nevystoupil.
Ročně je v Česku kastrováno průměrně méně než 10 osob, v letech 2000–2007 bylo v Česku kastrováno kolem 50 pacientů. Z pacientů sexuologického oddělení pražské bohnické léčebny bylo do roku 2009 za 6 let primariátu Jiřího Švarce provedeny 4 kastrace, a to údajně v případech pachatelů vražd nebo brutálních znásilnění. Podle Petra Weisse se kastrace sexuálních deviantů provádějí kromě Česka ještě v Německu, Švýcarsku a USA.